# Osterio Magno
L'Osterio Magno è uno storico palazzo fortificato di Cefalù.

## Storia
Tramandato per molti secoli come la “Domus Regia” di Ruggero II, l'Osterio Magno e il prospiciente Osterio Piccolo, non più esistente, furono edificati nel XIII secolo, riadattandoli su preesistenze ruggeriane, dalla potente famiglia dei Ventimiglia del Maro, conti e successivamente marchesi di Geraci e principi di Castelbuono.
Il documento più antico nel quale si fa riferimento all'Osterio Magno è il testamento, datato 8 gennaio 1387, con cui il conte di Geraci, Francesco II Ventimiglia (-1387), istituisce suo erede diretto il figlio Enrico III Ventimiglia (-1398).
Il palazzo restò in mano ai Ventimiglia fino al 1602, anno in cui Giovanni III Ventimiglia (1559-12 giugno 1619), Presidente del Regno di Sicilia negli anni 1595-1598 e 1606-1608, lo vendette a Simone de Flore. Morto Simone de Flore il 3 ottobre del 1603, gli eredi lo cedettero ai frati domenicani che in seguito, concedendolo in enfiteusi a varie persone, lo suddivisero in abitazioni, botteghe, magazzini e persino in carcere.

## Descrizione
Il palazzo con un fronte sull'odierna via G. Amendola si sviluppava sino al vecchio mercato ittico e su Corso Ruggero sino all'odierno palazzo Pintorno, con ingresso principale sulla via G. Amendola e grande corte interna, dove si trovava lo scalone di accesso al piano nobile. All'interno, in una sala al pianterreno, si conservano i resti di una cisterna, presumibilmente romana, appartenenti invece alla prima fase costruttiva, di epoca normanna, fino ad una certa altezza, sono le mura della torre quadrangolare, che poggiano su preesistenze greche.
Ad una seconda fase appartiene la costruzione del cosiddetto palazzetto bicromo del XIII secolo dove si conservano tre bifore ed una terza ed ultima fase quella della sopraelevazione della grande torre quadrangolare, avvenuta tra il 1320 ed il 1330, con un suo sviluppo di tre piani in altezza e con un coronamento a difesa piombante, oggi non più esistente. Di matrice chiaramontana sono la grande trifora su Corso Ruggero e le due bifore su Via G. Amendola, che danno luce ad un ampio e solenne salone, dove si conserva ancora il portalino con piattabanda recante lo stemma dei Ventimiglia del Maro e dove si notano riferimenti stilistici al Palazzo Chiaramonte di Palermo. Su via G. Amendola, sulla facciata del palazzetto bicromo a fasce alternate di tufo e pietra lavica, si aprono tre eleganti bifore che danno ulteriore movimento alla complessità decorativa dell'insieme.

## I restauri del 1988-1991
Nell'ambito dei lavori di restauro dell'intero edificio effettuati dal 1988 al 1991 e diretti dall'architetto Silvana Braida, in seguito ad alcuni scavi archeologici diretti dal prof. Amedeo Tullio, all'interno della costruzione, sono venuti alla luce resti di edifici di epoca ellenistica, monete di bronzo del IV secolo a.C. numerosi reperti ceramici, tra i cui uno splendido bacile da parata con leone araldico del XIV secolo restaurato dal prof. Sandro Varzi.

## Galleria d'immagini

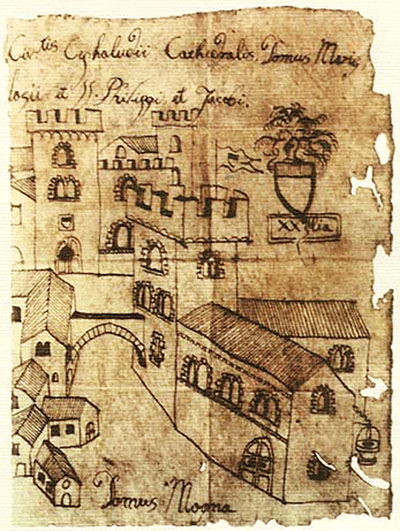
L'Osterio Magno in un disegno del XVI sec.
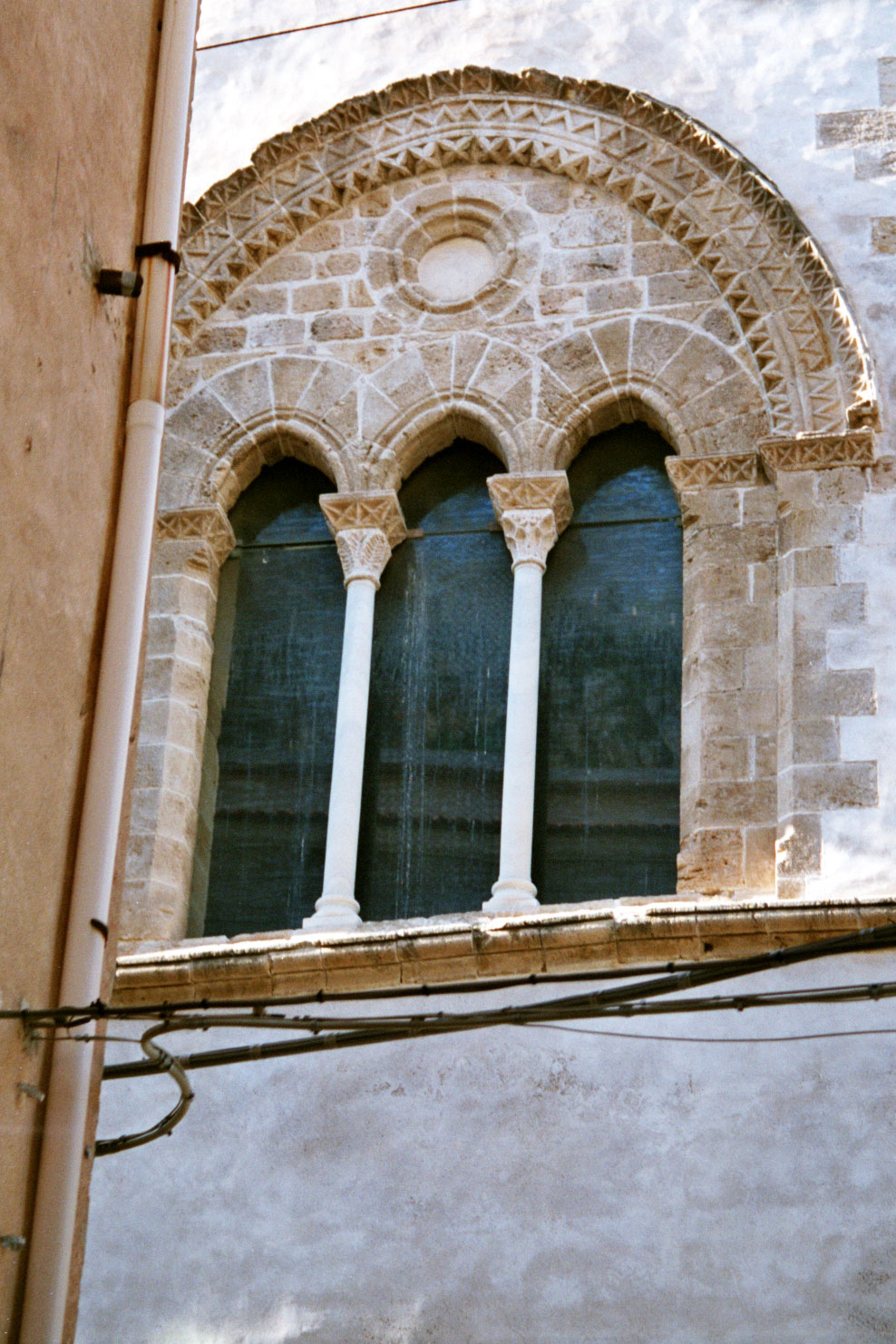
La trifora su Corso Ruggero
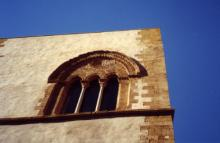
La trifora su Corso Ruggero
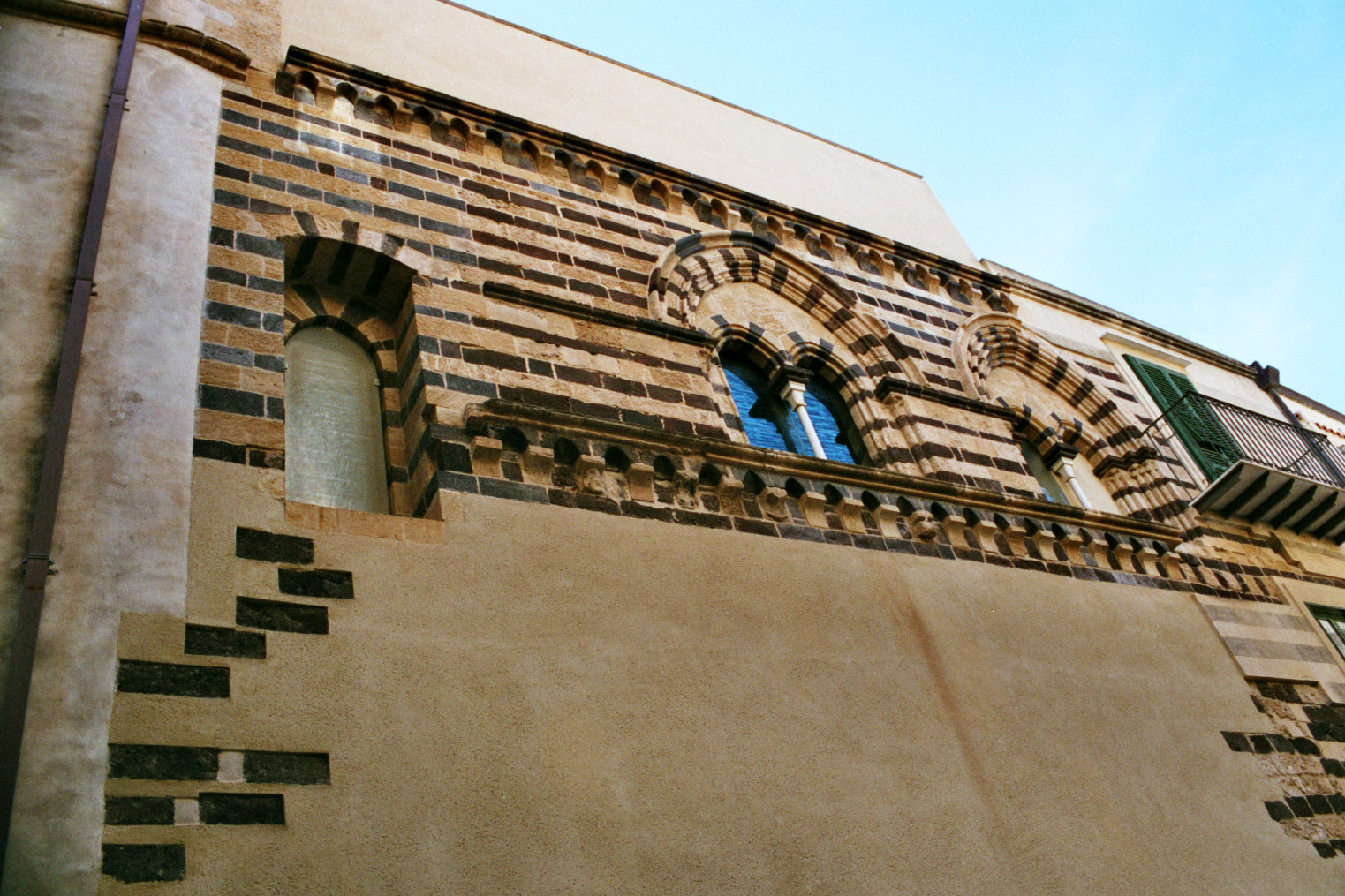
L'Osterio Magno visto da Via G. Amendola